# Eslamabad-e Gharb
Eslamabad-e Gharb (em persa: اسلام آبادغرب; também romanizado como Eslāmābād-e Gharb; também conhecida como Eslāmābād, Shāhābād e Shāhābād-e Gharb), é uma cidade e capital da província de Quermanxá , Irã. No censo de 2006, sua população era de 89.430, em 20.956 famílias.

## Demografia
A cidade é povoada por curdos.
| Composição linguística Eslamabad-e Gharb | Composição linguística Eslamabad-e Gharb | Composição linguística Eslamabad-e Gharb | Composição linguística Eslamabad-e Gharb | Composição linguística Eslamabad-e Gharb |
| ---------------------------------------- | ---------------------------------------- | ---------------------------------------- | ---------------------------------------- | ---------------------------------------- |
| língua                                   |                                          |                                          | por cento                                |                                          |
| Curdo meridional                         | Curdo meridional                         |                                          | 80%                                      | 80%                                      |
| Gorani                                   | Gorani                                   |                                          | 10%                                      | 10%                                      |
| Novo persa                               | Novo persa                               |                                          | 8%                                       | 8%                                       |
| Laki                                     | Laki                                     |                                          | 2%                                       | 2%                                       |